# Хомицкий, Вадим Владимирович
Вадим Владимирович Хомицкий (21 июля 1982, Воскресенск) — российский хоккеист, защитник. Воспитанник воскресенского хоккея.

## Карьера
Начал профессиональную карьеру в 1999 году в составе воскресенского «Химика». В следующем году на драфте НХЛ был выбран в 4 раунде под общим 123 номером клубом «Даллас Старз», после чего стал игроком ХК ЦСКА. В 2002 году, после расформирования этого клуба перешёл в состав объединённого ЦСКА. В 2006 году Хомицкий отправился в Северную Америку, однако в том же сезоне вернулся в Россию, подписав контракт с мытищинским «Химиком».
На следующий год вновь уехал в команду «Айова Старз». Тем не менее, по ходу сезона вновь вернулся на Родину. С 2008 по 2011 год являлся игроком подмосковного «Атланта». 6 мая 2011 года подписал двухлетний контракт с казанским «Ак Барсом». 4 мая 2013 года подписал контракт с «Торпедо». 25 декабря 2014 года был отправлен в омский «Авангард» в обмен на двух молодых игроков и денежную компенсацию.

### Международная карьера
В составе сборной России принимал участие в Чемпионате мира 2006. Также призывался в сборную для участия в матчах Еврохоккейтура.

## Статистика
| Легенда | Легенда                    | Легенда | Легенда                   | Легенда | Легенда    |
| ------- | -------------------------- | ------- | ------------------------- | ------- | ---------- |
| И       | Количество проведённых игр | Штр     | Штрафное время            | +/−     | Плюс-минус |
| Г       | Голы                       | П       | Голевые передачи          | О       | Очки       |
| -       | Статистика неизвестна      | —       | Статистика не учитывалась |         |            |

### Международная карьера
| Турнир  | Игр | Г | П | Очк | +/- | Штр |
| ------- | --- | - | - | --- | --- | --- |
| ЧМ-2006 | 7   | 0 | 3 | 3   | +2  | 2   |

## Личная жизнь
Жена — фигуристка Мария Бутырская. трое детей — сыновья Владислав и Гордей, дочь Александра.